# مستحضر مكافحة التجاعيد

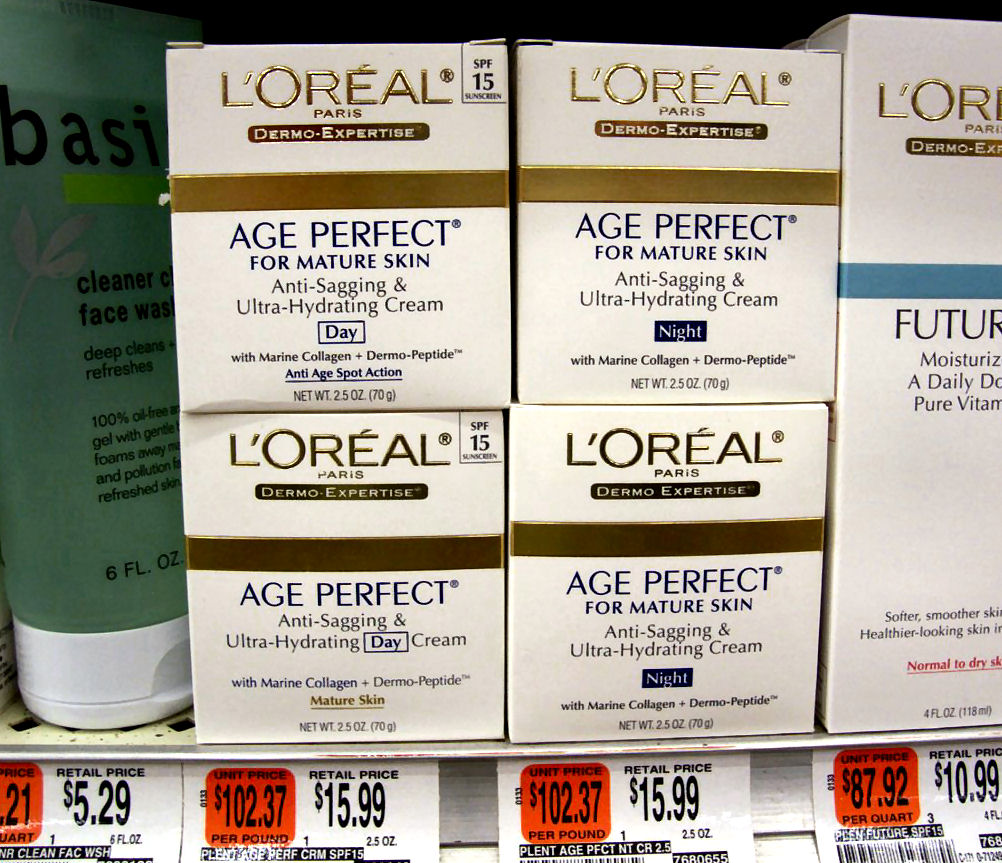
كريم مكافحة (محاربة) التجاعيد

الكريمات المضادة للشيخوخة هي منتجات للعناية بالبشرة للعناية بالبشرة مرطبة في الغالب ويتم تسويقها مع وعد بجعل المستهلك يبدو أصغر سناً من خلال تقليل علامات شيخوخة الجلد أو إخفاؤها أو منعها. هذه العلامات هي التراخي (الترهل) ، (التجاعيد) ، حمامي (احمرار) ، وعسر تصبغ (تلون بني) ، و الشمسية (الاصفرار) ، القرنية (نمو غير طبيعي) ، وضعف الملمس. 
على الرغم من الطلب الكبير، لم يثبت أن العديد من المنتجات والعلاجات المضادة للشيخوخة تعطي تأثيرات إيجابية دائمة أو كبيرة. وجدت إحدى الدراسات أن أفضل الكريمات أداءً يقلل من التجاعيد بنسبة تقل عن 10٪ على مدار 12 أسبوعًا، وهو أمر غير ملحوظ للعين البشرية. وجدت دراسة أخرى أن المرطبات الرخيصة كانت فعالة مثل الكريمات المضادة للتجاعيد عالية الثمن.  أظهرت دراسة أجريت عام 2009 في جامعة مانشستر ، بتمويل من الشركة المصنعة للكريم، أن مزيج المكونات الخاصة كان له تأثير إيجابي بعد ستة أشهر من التطبيق اليومي عند استقراءه على أساس اثني عشر شهراً من المقارنة. تم انتقاد الأساليب الإحصائية المستخدمة لإظهار ذلك. 
تقليديا، تم تسويق الكريمات المضادة للشيخوخة تجاه النساء، ولكن المنتجات التي تستهدف الرجال على وجه التحديد أصبحت شائعة بشكل متزايد. 

## مكونات
قد تشمل الكريمات المضادة للشيخوخة مكونات الترطيب التقليدية. كما تحتوي عادةً على مكونات محددة يُزعم أن لها خصائص مضادة للشيخوخة، مثل:
- الرتينويدات (على سبيل المثال، في شكل الريتينيل بالميتات). في تركيبات مختلفة ثبت أنه يقلل من الخطوط الدقيقة والمسام.[7]
- عامل نمو البشرة، لتحفيز تجديد الخلايا وإنتاج الكولاجين في الجلد، وتعزيز المرونة والبنية. في العديد من الأبحاث، أظهر عامل نمو البشرة أنه يقلل من الخطوط الدقيقة والتجاعيد وترهل. [8]كما أن لديها الشفاء (الجروح والحروق) وخصائص مضادة للالتهابات عند تطبيقها على الجلد. [9]
- أحماض هيدروكسي ألفا (AHAs) وأحماض هيدروكسي بيتا أو القشور الكيميائية الأخرى. هذه تساعد على إذابة «الغراء» داخل الخلايا التي تجمع الخلايا الميتة معًا على الجلد. استخدام هذا النوع من المنتجات على أساس يومي يعزز تدريجيا تقشير البشرة. هذا يكشف خلايا الجلد الأحدث ويمكن أن يساعد في تحسين المظهر. AHAs قد تهيج بعض الجلد، مما تسبب احمرار وتتساقط.
- الببتيدات، مثل الأسيتيل سداسي الببتيد-3 (أرغيرين)،، والببتيدات النحاسية.
- أنزيم Q10
- مضادات الأكسدة هي مواد قد تحمي الخلايا من التلف الناجم عن جزيئات غير مستقرة تعرف باسم الجذور الحرة. [10] الدراسات حتى الآن غير حاسمة، ولكن بشكل عام لا تقدم أدلة قوية على أن المكملات المضادة للأكسدة لها تأثير كبير على المرض.
- توفر واقيات الشمس مستوى عاليًا من الحماية من الأشعة فوق البنفسجية ضد تأثيرات الأشعة فوق البنفسجية ، مثل التجاعيد. [11][12]
- فيتامين ج [13]